# Estación Tongoy
Tongoy fue una estación de ferrocarril que se hallaba en la localidad homónima, dentro de la comuna de Ovalle, en la Región de Coquimbo de Chile. Fue parte del Ramal Tongoy-Ovalle y actualmente se encuentra inactiva, con las vías levantadas.

## Historia
La estación fue concebida desde sus comienzos como la estación terminal del ramal ferroviario que comunicaba con Cerrillos y posteriormente con Ovalle, iniciando sus servicios en 1867, alcanzando al año siguiente el mineral de Tamaya mediante un subramal, lo cual convirtió a la estación Tongoy en el punto de embarque de los productos enviados desde el interior; las vías alcanzaban el sector de los muelles y la fundición ubicada en la península de la localidad.
La construcción original de la estación de Tongoy correspondía a una casa de piedra rodeada de eucaliptos y palmeras. Se encontraba a una altitud de 4,5 m. s. n. m. según José Olayo López (1910), mientras que Santiago Marín Vicuña (1916) indicaba que estaba a 5 m s. n. m. La estación también aparece en mapas oficiales de 1929.
La estación dejó de prestar servicios cuando fue clausurada junto con el resto del ramal en 1938 y las vías fueron levantadas.